# Kościół św. Mikołaja w Słaboszowie
Kościół św. Mikołaja w Słaboszowie – kościół  parafii rzymskokatolickiej w Słaboszowie.
W skład zabytkowego zespołu wpisanego do rejestru zabytków nieruchomych województwa małopolskiego wchodzi: kościół, dzwonnica, cmentarz przykościelny, plebania, oraz dom sióstr zakonnych.

## Historia
Kościół kamienno-ceglany, zbudowany w latach 1854–1876 w stylu neogotyckim według projektu Henryka Marconiego. Fundatorem był dziedzic Nieszkowa i Słaboszowa Józef Bzowski oraz jego żona Katarzyna z Wielogłowskich. Kościół konsekrował 2 lipca 1882 roku biskup Tomasz Kuliński.

## Architektura
Kościół wybudowany na planie krzyża łacińskiego. Prezbiterium zamknięte trójbocznie. Więźba dachowa odkryta(zobacz), do wewnątrz. Tak ją opisał Antoni Walaszczyk, działacz PTTK:

Nad nawą widoczna jest konstrukcja gotyckich wiązań dachowych wykonanych z profilowanych belek, które tworzą łuki, oparte na wspornikach i służkach z belek zawieszonych na ścianach.

W ścianie szczytowej znajduje się kamienna sygnaturka.

## Wyposażenie wnętrza
Wyposażenie w stylu gotyckim, późnobarokowym i rokokowym.
- ołtarz główny autorstwa Edwarda Stehlika wykonany z kamienia pińczowskiego z późnogotyckim antepedium z 1511 roku[4];
- chrzcielnica z białego marmuru.

## Plebania
Budynek parterowy, o cechach wczesnego historyzmu, wybudowany po 1864 roku.